# История.бг
„История.bg“ е българско телевизионно пряко предаване.
ИСТОРИЯ.BG е проект на БНТ1, посветен на значимите събития и личности от историята на България.
Националната медия отбелязва по-важните за България исторически годишнини с репортажи и предоставя трибуна на специалисти, които изразяват мнението си в тематични дискусии. Публиката има възможност да вземе участие в дебата по спорните теми и въпроси, свързани с историческите дати и подробностите около тях.
Проектът ИСТОРИЯ.BG е създаден по случай шест от значимите исторически събития с кръгли годишнини за периода октомври 2012 – октомври 2013 година. Поради изключително големия интерес на зрителите към него, БНТ 1 го разширява, продължава и излъчва всеки понеделник дискусия по различна тема.
Водещи на едночасовите дебати са журналистите на БНТ – докторът на историческите науки Горан Благоев, преподавателят, доктор по философия Андрей Захариев и преводачът и журналист Георги Ангелов.

## Сезон 1 (2012/2013)
| No. общо | No. в сезон | Дата на излъчване | Тема на епизода                                   | Водещ           | Гости в студиото                                                                                                | Обсъждан исторически период | Външни линкове |
| -------- | ----------- | ----------------- | ------------------------------------------------- | --------------- | --- | --------------------------- | -------------- |
| 001      | 01 – 01     | 9 октомври 2012   | 100 години от Балканската война                   | Горан Благоев   | Акад. Георги Марков, Проф. Божидар Димитров, Доц. Наум Кайчев, Д-р Юра Константинова, Димитър Стоянович         | 1912 – 1913                 | YouTube        |
| 002      | 01 – 02     | 19 ноември 2012   | 100 години Храм-паметник „Св. Александър Невски“  | Андрей Захариев | Епископ Тихон, Доц. Георги Вълчев, Георги Тодоров, Д-р Георги Казаков, Д-р Горан Благоев                        |                             | YouTube        |
| 003      | 01 – 03     | 10 декември 2012  | 135 години от Руско-турската война                | Горан Благоев   | Проф. Андрей Пантев, Проф. Пламен Цветков, Проф. Пламен Митев, Доц. Лизбет Любенова                             | 1877 – 1878                 | YouTube        |
| 004      | 01 – 04     | 7 януари 2013     | 165 години от рождението на Христо Ботев          | Андрей Захариев | Боян Ботйов, Ася Николова, Проф. Валери Стефанов, Румен Леонидов, Георги Ангелов                                | 1848 – 1876                 | БНТ            |
| 005      | 01 – 05     | 21 януари 2013    | Българските референдуми                           | Георги Ангелов  | Проф. Искра Баева, Доц. Даниел Вачков, Доц. Валери Колев, Доц. Валери Личев,                                    | 1922, 1946, 1971            | YouTube        |
| 006      | 01 – 06     | 4 февруари 2013   | Петко Каравелов                                   | Горан Благоев   | Проф. Георги Близнашки, Доц. Веселин Методиев, Гл. ас. Владимир Станев, Проф. Светослав Овчаров, Кета Мирчева   | 1843 – 1903                 | БНТ            |
| 007      | 01 – 07     | 18 февруари 2013  | 140 години от обесването на Васил Левски          | Андрей Захариев | Проф. Андрей Пантев, Проф. Иван Стоянов, Велислава Дърева, Росен Янков, Тодор Ненов                             | 1837 – 1873                 | YouTube        |
| 008      | 01 – 08     | 4 март 2013       | 70 години от спасяването на българските евреи     | Георги Ангелов  | Проф. Искра Баева, Проф. Пламен Павлов, Проф. Николай Поппетров, Албена Танева, Спас Ташев                      | 1943                        | YouTube        |
| 009      | 01 – 09     | 18 март 2013      | 135 години от Руско-турската война (част 2)       | Горан Благоев   | Доц. Лизбет Любенова, Доц. Дарина Григорова, Доц. Валери Колев, Проф. Веселин Янчев                             | 1877 – 1878                 | БНТ            |
| 010      | 01 – 10     | 16 април 2013     | 130 години от рождението на проф. Богдан Филов    | Горан Благоев   | Акад. Георги Марков, Мария Златкова, Доц. Лъчезар Стоянов, Доц. Костадин Рабаджиев                              | 1883 – 1945                 | Youtube        |
| 011      | 01 – 11     | 13 май 2013       | 1150 години от Великоморавската мисия             | Андрей Захариев | Доц. Елизавета Лусакова, Доц. Маргарет Димитрова, Проф. Пламен Павлов, Светослав Диамандиев                     | 863                         | БНТ            |
| 012      | 01 – 12     | 27 май 2013       | 110 години от смъртта на Гоце Делчев              | Горан Благоев   | Проф. Светлозар Елдъров, Доц. Милен Михов, Проф. Трендафил Митев, Доц. Димитър Тюлеков, гл. ас. Георги Георгиев | 1872 – 1903                 | БНТ            |
| 013      | 01 – 13     | 10 юни 2013       | 90 години от деветоюнския преврат                 | Горан Благоев   | Проф. Пламен Цветков, Доц. Валери Колев, Проф. Веселин Янчев, Доц. Даниел Вачков                                | 1923                        | БНТ            |
| 014      | 01 – 14     | 24 юни 2013       | 100 години от Междосъюзническата война            | Горан Благоев   | Акад. Георги Марков, Ангел Попов, Доц. Наум Кайчев, д-р Юра Константинова                                       | 1913                        | БНТ            |
| 015      | 01 – 15     | 8 юли 2013        | 110 години от Илинденско-Преображенското въстание | Андрей Захариев | Проф. Нина Дюлгерова, Проф. Людмил Спасов, Доц. Александър Гребенаров, д-р Красимир Каракачанов                 | 1903                        | БНТ            |

## Сезон 2 (2013/2014)
| No. общо | No. в сезон | Дата на излъчване | Тема на епизода                                              | Водещ             | Гости в студиото                                                                                                  | Обсъждан исторически период | Външни линкове |
| -------- | ----------- | ----------------- | ------------------------------------------------------------ | ----------------- | --- | --------------------------- | -------------- |
| 016      | 02 – 01     | 9 септември 2013  | 9-и септември. въстание, революция или преврат?              | Горан Благоев     | Проф. Искра Баева, Доц. Михаил Груев, Проф. Евгения Калинова, Доц. Мартин Иванов                                  | 1944                        | БНТ            |
| 017      | 02 – 02     | 23 септември 2013 | Септемврийското въстание 90 години подем и погром            | Георги Ангелов    | Проф. Велко Вълканов, Доц. Валери Колев, Доц. Лъчезар Стоянов, Проф. Николай Поппетров, Доц. Димитър Генчев       | 1923                        | БНТ            |
| 018      | 02 – 03     | 7 октомври 2013   | Рухването на търновското царство                             | Горан Благоев     | Проф. Милияна Каймакамова, Проф. Николай Овчаров, Проф. Пламен Павлов, Проф. Христо Матанов                       | 1393                        | Youtube        |
| 019      | 02 – 04     | 14 октомври 2013  | Кресненско-Разложкото въстание първият бунт за обединение    | Андрей Захариев   | Проф. Нина Дюлгерова, Доц. Лизбет Любенова, Елена Бугарчева, Гл. ас. Георги Георгиев                              | 1878 – 1879                 | Youtube        |
| 020      | 01 – 05     | 21 октомври 2013  | Симеон Велики – златен или кървав век                        | Георги Ангелов    | Проф. Анна-Мария Тотоманова, Проф. Илия Илиев, Проф. Николай Аретов, Проф. Петър Ангелов, Проф. Светлина Николова | 893 – 927                   | Youtube        |
| 021      | 02 – 06     | 27 октомври 2013  | Край и начало в есента на 1918 година                        | Горан Благоев     | Проф. Милко Палангурски, Проф. Пламен Цветков, Доц. Румяна Чукова, Доц. Даниел Вачков                             | 1918                        | Youtube        |
| 022      | 02 – 07     | 4 ноември 2013    | Прабългарите – истини и легенди                              | Георги Ангелов    | Доц. Ружа Нейкова, Проф. Йордан Йорданов, Доц. Петър Голийски, Доц. Цветелин Степанов                             |                             | Youtube        |
| 023      | 02 – 08     | 11 ноември 2013   | Криворазбраната цивилизация                                  | Андрей Захариев   | Проф. Георг Краев, Проф. Божидар Димитров, д-р Милен Врабевски, Иво Христов, д-р Ангел Игов                       |                             | Youtube        |
| 024      | 02 – 09     | 18 ноември 2013   | Първата катастрофа на Българската държава                    | Горан Благоев     | Проф. Иван Божилов, Проф. Петър Ангелов, Проф. Пламен Павлов, Доц. Георги Николов                                 |                             | Youtube        |
| 025      | 02 – 10     | 25 ноември 2013   | Строители или революционери                                  | Георги Ангелов    | Проф. Иван Илчев, Божана Апостолова, Проф. Александър Кьосев, Стоян Радев, Красимира Величкова                    |                             | Youtube        |
| 026      | 02 – 11     | 2 декември 2013   | Тайната на вярата и правилата на властта                     | Андрей Захариев   | Доц. Бистра Николова, Доц. Вася Велинова, Георги Тодоров, Доц. Димо Чешмеджиев                                    |                             | БНТ            |
| 027      | 02 – 12     | 9 декември 2013   | Модерни времена                                              | Драгомир Симеонов | Проф. Георг Краев, Доц. Георги Лозанов, Доц. Бойко Пенчев, Радослав Бимбалов, Радослав Парушев                    |                             | БНТ            |
| 028      | 02 – 13     | 16 декември 2013  | Непоследователната политика на България към Македония        | Горан Благоев     | Проф. Трендафил Митев, Доц. Александър Гребенаров, Доц. Стоян Германов, д-р Димитър Бенчев, Гл.ас. Войн Божинов   |                             | БНТ            |
| 029      | 02 – 14     | 13 януари 2014    | Алеко щастливеца бедняк                                      | Драгомир Симеонов | Иван Гранитски, Калин Терзийски, Гавраил Панчев, Десислава Данова                                                 | 1863 – 1897                 | БНТ            |
| 030      | 02 – 15     | 20 януари 2014    | Строителите на съвременна България                           | Горан Благоев     | Проф. Милко Палангурски, Доц. Даниел Вачков, Доц. Веселин Методиев, Доц. Валери Колев                             | 1879 – 1967                 | БНТ            |
| 031      | 02 – 16     | 27 януари 2014    | Борис III – народният цар                                    | Георги Ангелов    | Акад. Георги Марков, Проф. Евгения Калинова, Проф. Веселин Янчев, Проф. Николай Поппетров                         | 1918 – 1943                 | БНТ            |
| 032      | 02 – 17     | 3 февруари 2014   | Българският Бисмарк                                          | Андрей Захариев   | Проф. Андрей Пантев, Проф. Нина Дюлгерова, Доц. Веселин Методиев, Проф. Димитър Иванов                            | 1854 – 1895                 | БНТ            |
| 033      | 02 – 18     | 24 февруари 2014  | Непознатият Георги Марков                                    | Георги Ангелов    | Димитър Бочев, о.р. ген. Коста Богацевски, Христо Христов, Георги Тенев, Димитър Кенаров                          | 1951 – 1978                 | БНТ            |
| 034      | 02 – 19     | 3 март 2014       | Българските освобождения                                     | Горан Благоев     | Акад. Константин Косев, Румен Данов, Доц. Румяна Чукова, Проф. Пламен Цветков                                     | 1878 – 1989                 | БНТ            |
| 035      | 02 – 20     | 17 март 2014      | Аспарух победителя                                           | Андрей Захариев   | Акад. Ангел Гълъбов, Проф. Иван Божилов, Проф. Петър Ангелов, Проф. Станислав Станилов                            | 640 – 701                   | БНТ            |
| 036      | 02 – 21     | 24 март 2014      | Истината за Балканските войни Карнегиевата анкета            | Георги Ангелов    | Проф. Иван Илчев, д-р Харалан Александров, Проф. Николай Поппетров, д-р Давид Йерохам                             | 1912 – 1913                 | БНТ            |
| 037      | 02 – 22     | 7 април 2014      | Българският владетел с европейска слава                      | Горан Благоев     | Доц. Веселина Вачкова, Проф. Божидар Димитров, Доц. Георги Николов, Доц. Александър Николов                       | 803 – 814                   | БНТ            |
| 038      | 02 – 23     | 14 април 2014     | Руският проект на българската Конституция                    | Горан Благоев     | Проф. Андрей Пантев, Доц. Лизбет Любенова, Доц. Валери Колев, Проф. Георги Близнашки, Доц. Веселин Методиев       | 1879                        | БНТ            |
| 039      | 02 – 24     | 28 април 2014     | Българската библия                                           | Георги Ангелов    | Георги Данаилов, Теодора Димова, Проф. Пламен Митев, Проф. Яни Милчаков, Проф. Николай Аретов                     |                             | БНТ            |
| 040      | 02 – 25     | 12 май 2014       | 100 години от рождението на великия оперен бас Борис Христов | Андрей Захариев   | Елена Драгостинова, Акад. Пламен Карталов, Марияна Цветкова, Александър Абаджиев, Момчил Георгиев                 | 1914 – 1993                 | БНТ            |
| 041      | 02 – 26     | 19 май 2014       | Превратът на 19 май 1934 година                              | Горан Благоев     | Акад. Георги Марков, Проф. Николай Поппетров, Костадин Бонев, Доц. Валери Колев                                   | 1934                        | БНТ            |
| 042      | 02 – 27     | 2 юни 2014        | Героите на България                                          | Георги Ангелов    | Проф. Андрей Пантев, Доц. Веселин Методиев, Ирина Недева, Константин Вълков                                       |                             | БНТ            |

## Сезон 3 (2014/2015)
| No. общо | No. в сезон | Дата на излъчване | Тема на епизода                                            | Водещ                              | Гости в студиото                                                                                                  | Обсъждан исторически период | Външни линкове |
| -------- | ----------- | ----------------- | ---------------------------------------------------------- | ---------------------------------- | --- | --------------------------- | -------------- |
| 043      | 03 – 01     | 29 септември 2014 | Първите реформатори от… Х век. Богомилите                  | Георги Ангелов                     | Порф. Георги Василев, Доц. Веселина Вачкова, Доц. Ерика Лазарова, Светослав Пинтев                                |                             | БНТ            |
| 044      | 03 – 02     | 6 октомври 2014   | 1000 години без цар Самуил                                 | Горан Благоев                      | Проф. Иван Божилов, Проф. Лиляна Симеонова, Проф. Петър Ангелов, Доц. Александър Николов                          |                             | БНТ            |
| 045      | 03 – 03     | 13 октомври 2014  | Най-големите дарители – Евлоги и Христо Георгиеви          | Георги Ангелов                     | Проф. Михаил Неделчев, Георги Господинов, Доц. Милкана Бошнакова, Доц. Александър Гребенаров                      | 1819 – 1897                 | БНТ            |
| 046      | 03 – 04     | 20 октомври 2014  | 100 години без Яворов                                      | Андрей Захариев                    | Проф. Андрей Пантев, Христо Тучев, Проф. Христо Глушков, Мария Деянова                                            | 1878 – 1914                 | БНТ            |
| 047      | 03 – 05     | 3 ноември 2014    | Кан Омуртаг – 1200 години от качването на престола         | Горан Благоев                      | Георги Атанасов, Проф. Христо Матанов, Доц. Георги Николов, Доц. Цветелин Степанов                                | 814 – 831                   | БНТ            |
| 048      | 03 – 06     | 10 ноември 2014   | 25 години демокрация                                       | Андрей Захариев и Милена Цветанска | Проф. Искра Баева, Проф. Андрей Пантев, Доц. Михаил Груев, Боряна Димитрова, Георги Господинов                    | 1989                        | БНТ            |
| 049      | 03 – 07     | 24 ноември 2014   | Ньойският договор                                          | Горан Благоев                      | Акад. Георги Марков, Проф. Людмил Спасов, Проф. Николай Поппетров, Доц. Даниел Вачков                             | 1919                        | БНТ            |
| 050      | 03 – 08     | 1 декември 2014   | „Това бях аз“ – 105 години от рождението на Вапцаров       | Георги Ангелов                     | Цвета Трифонова, Марин Георгиев, Проф. Евгения Калинова, Костадин Бонев, Проф. Николай Поппетров, Никола Вапцаров | 1909 – 1942                 | БНТ            |
| 051      | 03 – 09     | 8 декември 2014   | Александър Батенберг – първият, младият, прогоненият       | Андрей Захариев                    | Доц. Лизбет Любенова, Проф. Милко Палангурски, Проф. Божидар Димитров, Проф. Веселин Янчев                        | 1909 – 1942                 | БНТ            |
| 052      | 03 – 10     | 15 декември 2014  | Цар Калоян: воина, дипломата и държавника                  | Горан Благоев                      | Проф. Петър Ангелов, Проф. Пламен Павлов, Доц. Веселина Вачкова, Доц. Александър Николов                          | 1197 – 1207                 | БНТ            |
| 053      | 03 – 11     | 22 декември 2014  | Учителят Дънов – наука за живота, който сме изгубили       | Георги Ангелов                     | Проф. Андрей Пантев, Проф. Иван Желев, Андрей Грива, Захари Иванов, Георги Гълов                                  | 1864 – 1944                 | БНТ            |
| 054      | 03 – 12     | 5 януари 2015     | Военни победи, дипломатически провали                      | Горан Благоев                      | Проф. Иван Илчев, Полк. О.з. доц. Станчо Станчев, Доц. Веселин Методиев, Проф. Веселин Янчев                      |                             | БНТ            |
| 055      | 03 – 13     | 12 януари 2015    | Благословията на цар Петър I                               | Георги Ангелов                     | Проф. Милияна Каймакамова, Проф. Николай Овчаров, Доц. Александър Николов, Радослав Парушев                       | 927 – 969                   | БНТ            |
| 056      | 03 – 14     | 19 януари 2015    | Европеецът, Балканецът, Българинът Петър Увалиев           | Ирина Недева                       | Доц. Огнян Ковачев, Иво Хаджимишев, Юри Лазаров, Емил Кошлуков                                                    | 1915 – 1998                 | БНТ            |
| 057      | 03 – 15     | 26 януари 2015    | Гео Милев – екзекуция на българската духовност             | Андрей Захариев                    | Проф. Михаил Неделчев, Иван Гранитски, Бойко Ламбовски, Христо Карастоянов                                        | 1895 – 1925                 | БНТ            |
| 058      | 03 – 16     | 2 февруари 2015   | 70 години от смъртните присъди на регентите                | Горан Благоев                      | Проф. Искра Баева, Проф. Евгения Калинова, Проф. Николай Поппетров, Доц. Веселин Методиев, Доц. Върбан Тодоров    | 1945                        | БНТ            |
| 059      | 03 – 17     | 9 февруари 2015   | Византия vs. България                                      | Георги Ангелов                     | Проф. Лиляна Симеонова, Проф. Пламен Павлов, Доц. Тодор Чобанов, Доц. Димо Чешмеджиев                             | 1945                        | БНТ            |
| 060      | 03 – 18     | 16 февруари 2015  | За Атанас Буров и властта като болест                      | Андрей Захариев                    | Проф. Милко Палангурски, Проф. Нено Неделчев, Доц. Даниел Вачков, Доц. Мартин Иванов                              | 1875 – 1854                 | БНТ            |
| 061      | 03 – 19     | 23 февруари 2015  | България и Тристранният пакт                               | Георги Ангелов                     | Акад. Георги Марков, Доц. Димитър Генчев, Доц. Валери Колев, Проф. Николай Поппетров                              | 1941 – 1944                 | БНТ            |
| 062      | 03 – 19     | 2 март 2015       | Русофилство и русофобство                                  | Андрей Захариев                    | Доц. Лъчезар Стоянов, Доц. Стефан Дечев, Панко Анчев, д-р Владимир Брезоев, Тони Николов                          |                             | БНТ            |
| 063      | 03 – 20     | 9 март 2015       | Жените в българската история – Българските царици 1 част   | Ирина Недева                       | Проф. Лиляна Симеонова, Доц. Георги Николов, д-р Сашка Георгиева, Проф. Пламен Павлов                             |                             | БНТ            |
| 064      | 03 – 21     | 16 март 2015      | Българските хайдути                                        | Горан Благоев                      | Проф. Цветана Георгиева, Проф. Иван Тютюнджиев, Доц. Росица Градева, Проф. Николай Аретов                         |                             | БНТ            |
| 065      | 03 – 22     | 23 март 2015      | Безкръвните победи на Иван Асен II                         | Георги Ангелов                     | Проф. Ани Данчева-Василева, Проф. Петър Ангелов, Доц. Иван Лазаров                                                |                             | БНТ            |
| 066      | 03 – 23     | 30 март 2015      | 175 години от рождението на Хаджи Димитър и Стефан Караджа | Горан Благоев                      | Проф. Андрей Пантев, Проф. Пламен Митев, Проф. Божидар Димитров                                                   |                             | БНТ            |
| 067      | 03 – 24     | 6 април 2015      | Кървавият Велики четвъртък на 1925 г                       | Георги Ангелов                     | Доц. Валери Колев, Доц. Димитър Генчев, Андрея Илиев, Гл. ас. Владимир Станев                                     | 1925                        | БНТ            |
| 068      | 03 – 25     | 20 април 2015     | Апостолите на Априлското въстание                          | Георги Ангелов                     | Проф. Андрей Пантев, Проф. Пламен Митев, Проф. Яни Милчаков                                                       | 1876                        | БНТ            |
| 069      | 03 – 26     | 27 април 2015     | 100 години от смъртта на Яне Сандански                     | Горан Благоев                      | Проф. Светлозар Елдъров, Проф. Божидар Димитров, Гл. ас. Георги Георгиев, Д-р Слави Славов                        | 1872 – 1915                 | БНТ            |
| 070      | 03 – 27     | 4 май 2015        | България и Съюзниците                                      | Андрей Захариев                    | Акад. Георги Марков, Проф. Евгения Калинова, Полк. О.з. доц. Станчо Станчев, Проф. Йордан Баев                    | 1944 – 1945                 | БНТ            |
| 071      | 03 – 28     | 11 май 2015       | Историята между науката и пропагандата                     | Георги Ангелов                     | Проф. Евелина Келбечева, Радостина Николова, Светлана Михайлова, Доц. Даниел Вачков                               |                             | БНТ            |
| 072      | 03 – 29     | 11 май 2015       | 90 години от смъртта на Георги Шейтанов                    | Георги Ангелов                     | Георги Константинов, Проф. Искра Баева, Доц. Валери Колев, Владимир Шейтанов, Проф. Николай Поппетров             |                             | БНТ            |
| 073      | 03 – 30     | 25 май 2015       | 1200 години от рождението на Св. Методий                   | Горан Благоев                      | Проф. Николай Овчаров, Доц. Вася Велинова, Доц. Анна Стойкова, д-р Бойко Василев                                  |                             | БНТ            |
| 074      | 03 – 31     | 1 юни 2015        | Българската история през 100-те години кино                | Георги Ангелов                     | Доц. Маргарита Ваклинова, Проф. Ингеборг Братоева, Проф. Александър Грозев, Евгений Михайлов, Радослав Парушев    |                             | БНТ            |
| 075      | 03 – 32     | 8 юни 2015        | Жените в българската история – част 2                      | Ирина Недева                       | Проф. Цветана Кьосева, Доц. Лизбет Любенова, Проф. Яни Милчаков, Доц. Стефан Дечев                                |                             | БНТ            |
| 076      | 03 – 33     | 15 юни 2015       | Министри – затворници                                      | Георги Ангелов                     | Доц. Веселин Методиев, Проф. Милко Палангурски, Проф. Веселин Янчев, Проф. Божидар Димитров                       |                             | БНТ            |
| 076      | 03 – 34     | 22 юни 2015       | Непознатият всепризнат Иван Вазов                          | Андрей Захариев                    | Проф. Милена Цанева, Проф. Георг Краев, Катя Зографова, Мирела Иванова, Д-р Йордан Ефтимов                        |                             | БНТ            |

## Сезон 2018
| No. общо | No. в сезон | Дата на излъчване | Тема на епизода                          | Водещ          | Гости в студиото | Обсъждан исторически период | Външни линкове                                            |
| -------- | ----------- | ----------------- | ---------------------------------------- | -------------- | --- | --------------------------- | --------------------------------------------------------- |
| ?        | 18 – 01     | 8 януари 2018     | 170 години от рождението на Христо Ботев | Георги Ангелов | Акад. Константин Косев, Проф. Пламен Митев, Проф. Валери Стефанов, Д-р Мариана Кирова-Динева                                        | 1848 – 1876                 | БНТ1 CastBox                                              |
| ?        | 18 – 02     | 15 януари 2018    | 140 години от рождението на Яворов       | Ирина Недева   | проф. д-р Михаил Неделчев, проф. д-р Мирослава Кортенска, доц. дин Милкана Бошнакова, Тодор Иванов, Иван Гранитски                  | 1878 – 1914                 | БНТ1 CastBox                                              |
| ?        | 18 – 03     | 22 януари 2018    | Лагерът в Белене 1949 – 1989             | Георги Ангелов | проф. Евелина Келбечева, Атанас Киряков, Даниела Горчева, Христо Христов                                                            | 1949 – 1989                 | БНТ1 януари 2018)-id1169899-id65128387?country=us CastBox |
| ?        | 18 – 04     | 29 януари 2018    | Проектът „Балканска федерация“           | Горан Благоев  | Проф. Евгения Калинова, Проф. Милко Палангурски, Доц. Лъчезар Стоянов, Доц. д-р Наум Кайчев, Гл. ас. д-р Христо Беров               | 1944 – 1948                 | БНТ1 януари 2018)-id1169899-id65129167 CastBox            |
| ?        | 18 – 05     | 05.02.2018        | Българите преди Аспарухова България      | Георги Ангелов | Ст.н.с. д-р Петър Добрев, Проф. дин Цветелин Степанов, Доц. д-р Тодор Чобанов, Доц. д-р Петър Голийски, Доц. д-р Александър Николов | 681 (преди)                 | БНТ 1 CastBox                                             |